# Southampton Mustangs Baseball Club
Uniformes
Le Southampton Mustangs Baseball Club est un club britannique de baseball basé à Southampton (Hampshire) en Angleterre. Créé en 1997, le club des Mustangs évolue en National League, la première division britannique, depuis la saison 2010.

## Histoire
Le club est fondé en 1997 par un groupe d'étudiants de l'Université de Southampton et évolue en compétitions universitaires jusqu'en 2003 avant de rejoindre les compétitions de la BBF.
Jouant au niveau A (D4 britannique) de 2004 à 2006, au niveau AA (D3 britannique) en 2007 et au niveau AAA (D2 britannique) de 2008 à 2009, les Mustangs sont admis en National League, la première division britannique, depuis la saison 2010. Quatrièmes de la saison régulière, ils accèdent aux séries éliminatoires dès leurs débuts au plus haut niveau national. Leur parcours s'achève là avec des défaites 8-2 contre les London Mets, 7-3 contre les Bracknell Blazers en poule demi-finale.